# Chlorodrepana madecassa
Chlorodrepana madecassa är en fjärilsart som beskrevs av Pierre E.L. Viette 1971. Chlorodrepana madecassa ingår i släktet Chlorodrepana och familjen mätare. Inga underarter finns listade i Catalogue of Life.